# いただキッズ
『いただキッズ』は、2006年10月から2007年9月30日まで青森テレビで放送されていた料理番組。提供スポンサーは青森県民共済（青森県民共済生活協同組合）。

## 概要
長年放送された『トーク笑・なまるが勝ち』の後番組として2006年10月に放送開始。ハイビジョン制作。
番組は青森県内各地の小学校を訪ね、そこの児童と講師が県内の旬の食材を使った料理に挑戦しながら味わうという内容で放送されていた。

## 放送時間
- 日曜日 12:54 - 13:00 (JST)

## 後援
- 青森県教育委員会